# Sarah Louise Judd
Sarah Louise Judd, född 1802, död 1881, var en amerikansk fotograf.  Hon var verksam som lärare och skolgrundare i Minnesota från 1845. Hon var från 1848 även verksam som yrkesfotograf, och var troligen den första kvinnliga yrkesfotografen i USA, före Julia Shannon i Kalifornien 1850. 